# (466756) 2015 AQ131
(466756) 2015 AQ131 es un asteroide perteneciente al cinturón de asteroides, descubierto el 21 de diciembre de 2003 por el equipo Spacewatch desde el Observatorio Nacional de Kitt Peak (Arizona, Estados Unidos).